# Santa Maria, São Pedro e Sobral da Lagoa
Santa Maria, São Pedro e Sobral da Lagoa é uma freguesia portuguesa do município de Óbidos, com 36,59 km² de área e 3819 habitantes (censo de 2021). A sua densidade populacional é 104,4 hab./km².
É nesta freguesia que se situa a vila de Óbidos.

## História
Foi criada aquando da reorganização administrativa de 2013, resultando da agregação das antigas freguesias de Santa Maria, São Pedro e Sobral da Lagoa.

## Demografia
A população registada nos censos foi:
| Distribuição da População por Grupos Etários | Distribuição da População por Grupos Etários | Distribuição da População por Grupos Etários | Distribuição da População por Grupos Etários | Distribuição da População por Grupos Etários | Distribuição da População por Grupos Etários |
| -------------------------------------------- | -------------------------------------------- | -------------------------------------------- | -------------------------------------------- | -------------------------------------------- | -------------------------------------------- |
| Antes da agregação                           |                                              |                                              |                                              |                                              |                                              |
| Ano                                          | 0-14 anos                                    | 15-24 anos                                   | 25-64 anos                                   | >= 65 anos                                   | Total                                        |
| 2001                                         | 493                                          | 447                                          | 1834                                         | 714                                          | 3488                                         |
| 2011                                         | 583                                          | 340                                          | 2023                                         | 833                                          | 3779                                         |
| Após a agregação                             |                                              |                                              |                                              |                                              |                                              |
| Ano                                          | 0-14 anos                                    | 15-24 anos                                   | 25-64 anos                                   | >= 65 anos                                   | Total                                        |
| 2021                                         | 473                                          | 413                                          | 1959                                         | 974                                          | 3819                                         |